# Бротон, Карл
Карл Бро́утон (англ. Karl Broughton; род. 26 июня 1971) — английский бывший профессиональный игрок в снукер.
Лучшее достижение Броутона в профессиональной карьере — 1/8 финала чемпионата Великобритании 1996 года. Несмотря на то, что Карл ни разу не пробивался в финальную стадию чемпионата мира, он имел довольно высокий рейтинг. В сезоне 1997/98 он был 41-м номером в мировом рейтинге.